# Benoît Vétu
Benoît Vétu (* 29. Oktober 1973 in Hyères) ist ein französischer Radsporttrainer und ehemaliger Bahnradsportler.

## Sportliche Laufbahn
1994 wurde Benoît Vétu Dritter der französischen Meisterschaft im Keirin. Im Jahr darauf errang er bei den UCI-Bahn-Weltmeisterschaften 1995 in Bogotá gemeinsam mit Florian Rousseau und Hervé Thuet die Silbermedaille im Teamsprint.

## Tätigkeit als Trainer
Nach Beendigung seiner aktiven Radsport-Karriere wurde Vétu Trainer. Ab 2005 arbeitete er als Nationaltrainer auf der Radrennbahn seiner Heimatstadt Hyères. 2012 wechselte er als Trainer zum russischen Radsportverband und trainierte ab 2013 als Nachfolger seines Landsmannes Daniel Morelon die chinesische Nationalmannschaft im Bahnsprint.
Bei den UCI-Bahn-Weltmeisterschaften 2016 wurden die Sportlerinnen Gong Jinjie und Zhong Tianshi im Teamsprint wegen eines fehlerhaften Wechsels auf Platz zwei zurückgesetzt. Darüber geriet Vétu so in Rage, dass er auf einen Tisch schlug und sich die Hand brach.
Bei den Olympischen Spielen 2016 in Rio de Janeiro errangen Jinjie und Tianshi die Goldmedaille im Teamsprint und damit die erste Olympiamedaille im Radsport für China überhaupt, was Vétu als „sportlichen Orgasmus“ bezeichnete.
Im Herbst 2016 wechselte Vétu als Trainer zur Japan Cycling Federation, um dort um gemeinsam mit dem Australier Jason Niblett die japanischen Kurzzeit-Radsportler auf die Olympischen Spiele 2020 in Tokio und folgende vorzubereiten.

## Diverses
Benoît Vétu war in erster Ehe verheiratet mit der Radsportlerin Félicia Ballanger.

## Erfolge
1995
- Weltmeisterschaft – Teamsprint (mit Florian Rousseau und Hervé Thuet)